# Хатауэй, Донни
Донни Хатауэй (англ. Donny Edward Hathaway, 1 октября 1945[…], Чикаго, Иллинойс — 13 января 1979[…], Нью-Йорк, Нью-Йорк) — американский певец и музыкант. В 1969 году Хатауэй подписал контракт с лейблом Atlantic Records и в 1970 году издал на лейбле Atco свой первый сингл «The Ghetto, Part I», который в начале 1970-х годов был отмечен журналом Rolling Stone в качестве «основной новой силы в музыке соул». Певца больше всего помнят по совместным работам с Робертой Флэк, которые занимали высокие места в чартах и принесли ему премию «Грэмми» (в 1973 году в категории «Лучшее вокальное поп-исполнение дуэтом или группой» за композицию «Where Is the Love»), а также по обстоятельствам его трагической смерти в 1979 году, которая была признана полицией самоубийством.
Журнал «Роллинг стоун» включил Донни Хатауэя в свой список «Ста величайших певцов всех времён» (на 49-е место).

## Дискография
- См. «Donny Hathaway § Discography» в английском разделе.